# Ingi Þorsteinsson
Þórarinn Ingi Þorsteinsson (* 24. Februar 1930 in Reykjavík; † 23. März 2006 ebenda) war ein isländischer Leichtathlet.

## Werdegang
Ingi Þorsteinsson wuchs als Sohn von Þorstein Þórarinsson und Þóra Einarsdóttir in Reykjavík auf. Er besuchte die Menntaskólinn in Akureyri und absolvierte anschließend ein Studium in Betriebswirtschaftslehre an der Háskóli Íslands.
Ingi Þorsteinsson nahm an den Olympischen Sommerspielen 1952 teil. Sowohl über 110 als auch über 400 m Hürden schied er im Vorlauf aus. Darüber hinaus gehörte er auch zur isländischen Staffel über 4 × 100 m, die ebenfalls im Vorlauf ausschied.